# Phaegorista euryanassa
Phaegorista euryanassa là một loài bướm đêm trong họ Erebidae.